# Slither (canción)
«Slither» es una canción de la banda estadounidense de hard rock Velvet Revolver. Se lanzó en mayo de 2004 como el segundo sencillo de su álbum debut Contraband. En los Estados Unidos, logró liderar las listas de música rock de Billboard, Modern Rock Tracks y Mainstream Rock Tracks, mientras alcanzó el número 56 del Billboard Hot 100. En Australia y en varios países europeos como Reino Unido, Italia, Noruega y Finlandia, entró en las cuarenta primeras posiciones.
En 2005, la canción ganó el Grammy a la Mejor Interpretación de Hard Rock, un premio que Weiland ya había obtenido en 1994 con su anterior banda, Stone Temple Pilots, gracias a la canción «Plush». En 2009, la canción fue nombrada como la 85.º mejor canción de hard rock de todos los tiempos según una lista confeccionada por VH1.

## Video musical
Fue dirigido por Kevin Kerslake y rodado entre Praga, República Checa y en Los Ángeles.
El video muestra un concierto de la banda tocando dentro de una catacumba ante su público rodeado de bailarinas, mientras que una mujer está conduciendo un automóvil intentando la manera de llegar a este. A menudo, se ve a Scott Weiland de pie ante un muro de cráneos humanos.

## Lista de canciones
| CD lanzado en Australia y Reino Unido (CD 1) |                                            |                                         |          |  |
| N.º                                          | Título                                     | Escritor(es)                            | Duración |  |
| 1.                                           | «Slither»                                  | Weiland, Slash, McKagan, Sorum, Kushner | 4:08     |  |
| 2.                                           | «Bodies» (versión de Sex Pistols; en vivo) | John Lydon, Steve Jones, Paul Cook      | 3:19     |  |
| 3.                                           | «Negative Creep» (versión de Nirvana)      | Cobain                                  | 4:17     |  |

| CD 2 lanzado en el Reino Unido |                                 |                                         |          |  |
| N.º                            | Título                          | Escritor(es)                            | Duración |  |
| 1.                             | «Slither»                       | Weiland, Slash, McKagan, Sorum, Kushner | 4:08     |  |
| 2.                             | «Money» (versión de Pink Floyd) | Roger Waters, David Gilmour             | 7:38     |  |
| 3.                             | «Set Me Free» (live)            | Weiland, Slash, McKagan, Sorum, Kushner | 7:11     |  |